# Lee Wilkinson
Lee Wilkinson (n. en Nottingham, Inglaterra) es una popular escritora británica de más de 30 novelas románticas para Mills & Boon desde 1987. 

## Biografía
Lee Wilkinson nació en Nottingham, Inglaterra) y es hija única. Estudió en un colegio solo para señoritas. 
Lee se casó a los 22 años con Denis, tuvieron dos hijos, un niño y una niña. Actualmente vive con su marido en una cabaña de piedra de más de 300 años de antigüedad en Derbyshire village, y ya son abuelos.

### Novelas
- Motive for Marriage (1987)
- Hong Kong Honeymoon (1991)
- My Only Love (1992)
- Joy Bringer (1992)
- Lost Lady (1993)
- Adam's Angel (1994)
- That Devil Love (1994)
- Blind Obsession (1995)
- A Husband's Revenge (1996)
- Ruthless! (1996)
- Wedding Fever (1996)
- The Secret Mother (1997)
- First-class Seduction (1997)
- The Right Fiance? (1998)
- The Marriage Takeover (1999)
- Marriage on Trial (1999)
- Substitute Fiancee (2000)
- The Determined Husband (2000)
- A Vengeful Deception (2001)
- Wedding on Demand (2001)
- Marriage on the Agenda (2001)
- Stand-in Mistress (2002)
- Ryan's Revenge (2002)
- The Venetian's Proposal (2002)
- The Tycoon's Trophy Mistress (2003)
- At the Millionaire's Bidding (2003)
- One Night with the Tycoon (2004)
- His Mistress by Marriage (2005)
- The Carlotta Diamond (2005)
- Kept by the Tycoon (2006)
- The Bejewelled Bride (2006)
- Wife by Approval (2007)
- The Padova Pearls (2007)

### Antología en colaboración
- Amnesia (2000) (con Sandra Marton y Rebecca Winters)
- After Office Hours... (2006) (con Helen Brooks y Jessica Steele)
- Red-Hot Revenge (2006) (con Jacqueline Baird y Cathy Williams)
- Italian Proposals (2007) (con Kate Hardy y Sarah Morgan)
- Married to a Millionaire (2007) (con Sandra Field y Margaret Mayo)